# Kalligrammula atra
Kalligrammula atra là một loài côn trùng trong họ Kalligrammatidae thuộc bộ Neuroptera. Loài này được Ponomarenko miêu tả năm 1992.